# 第二茲納姆揚卡
48°42′59″N 32°35′35″E / 48.71639°N 32.59306°E

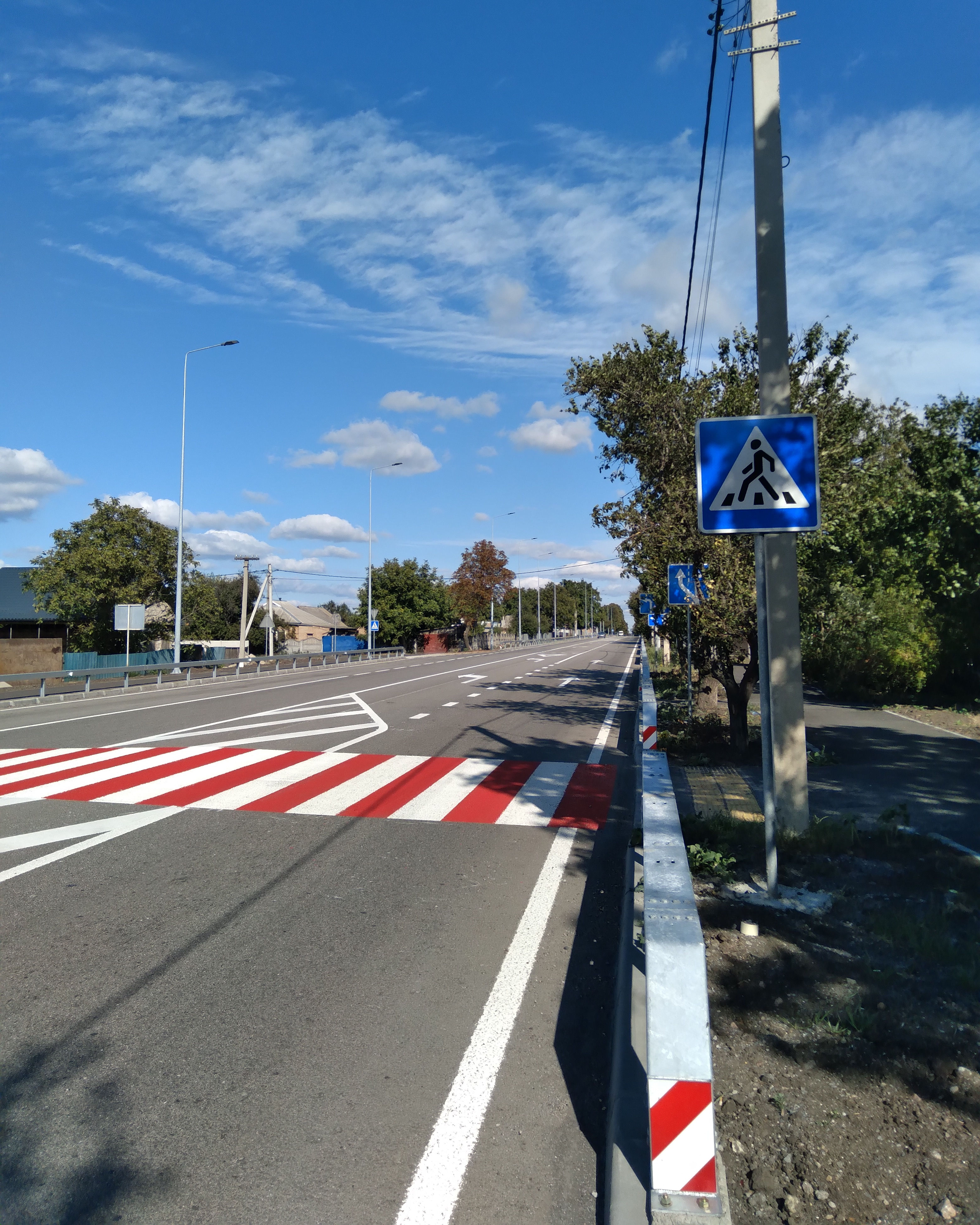
街景

第二茲納姆揚卡（羅馬化：Znamianka Druha）是烏克蘭中部基洛夫格勒州克罗皮夫尼茨基区兹纳姆扬卡市镇内的鎮。始建於1730年，海拔高度155米，2011年該市級鎮人口5,184。